# 棘胸八角魚
棘胸八角魚為輻鰭魚綱鮋形目杜父魚亞目八角魚科的其中一種，為溫帶海水魚，分布於東太平洋加拿大夏洛特皇后群島至墨西哥加利福尼亞灣海域，棲息深度5-75公尺，體長可達16公分，棲息在砂泥底質底層水域，生活習性不明。